# Paestum (frazione)
Paestum (fino al 1926 Pesto) è una frazione del comune italiano di Capaccio Paestum, in provincia di Salerno. È situata nella piana del Sele, vicino al litorale, nel golfo di Salerno, a nord del Parco nazionale del Cilento, Vallo di Diano e Alburni, a circa 40 km a sud di Salerno (97 km a sud di Napoli).
La località è nota soprattutto per ospitare l'area archeologica dell'antica città di Paestum, da cui prende il nome.

## Storia

### Antichità

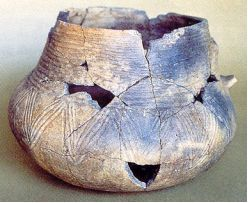
Vaso della cultura del Gaudo

L'area di Paestum era abitata fin dall'epoca preistorica. Nell'area archeologica sono stati infatti rinvenuti manufatti databili dall'età paleolitica fino all'età del bronzo, nonché resti di capanne. Sono inoltre emerse attestazioni archeologiche che documentano uno stanziamento di età neolitica.

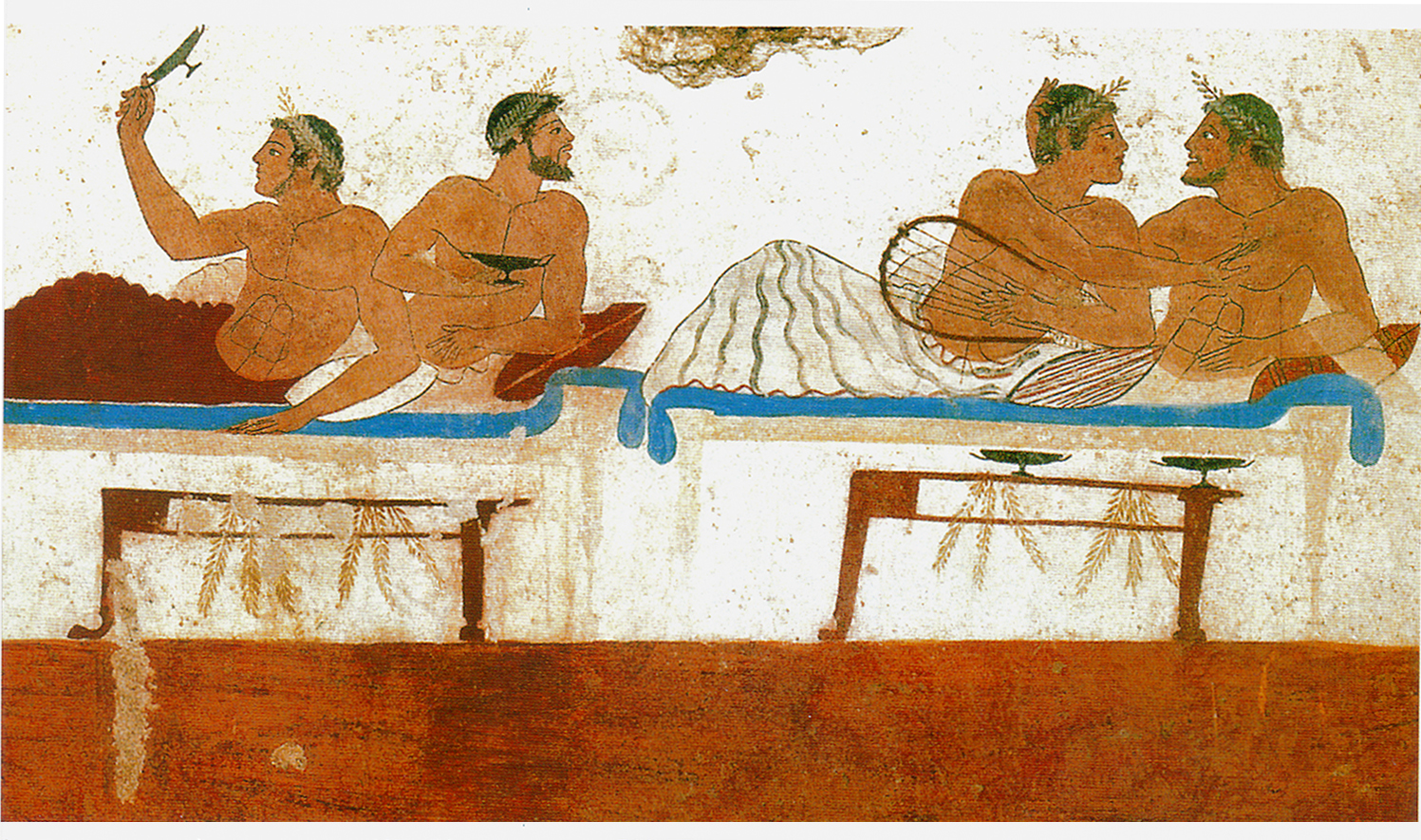
Dettaglio di una parte della cosiddetta "Tomba del Tuffatore", raro esempio di sepoltura greca affrescata

Nella seconda metà del VII secolo a.C. si sviluppò velocemente l'insediamento che poi dovette dar luogo alla colonia greca vera e propria, originariamente nota come Poseidonia. Lo sviluppo della città fu accelerato anche da un preciso progetto di inurbamento. Una necropoli, scoperta nel 1969 subito al di fuori delle mura della città, contenente esclusivamente vasi greci di fattura corinzia, attesta che la polis doveva essere in vita già intorno all'anno 625 a.C.

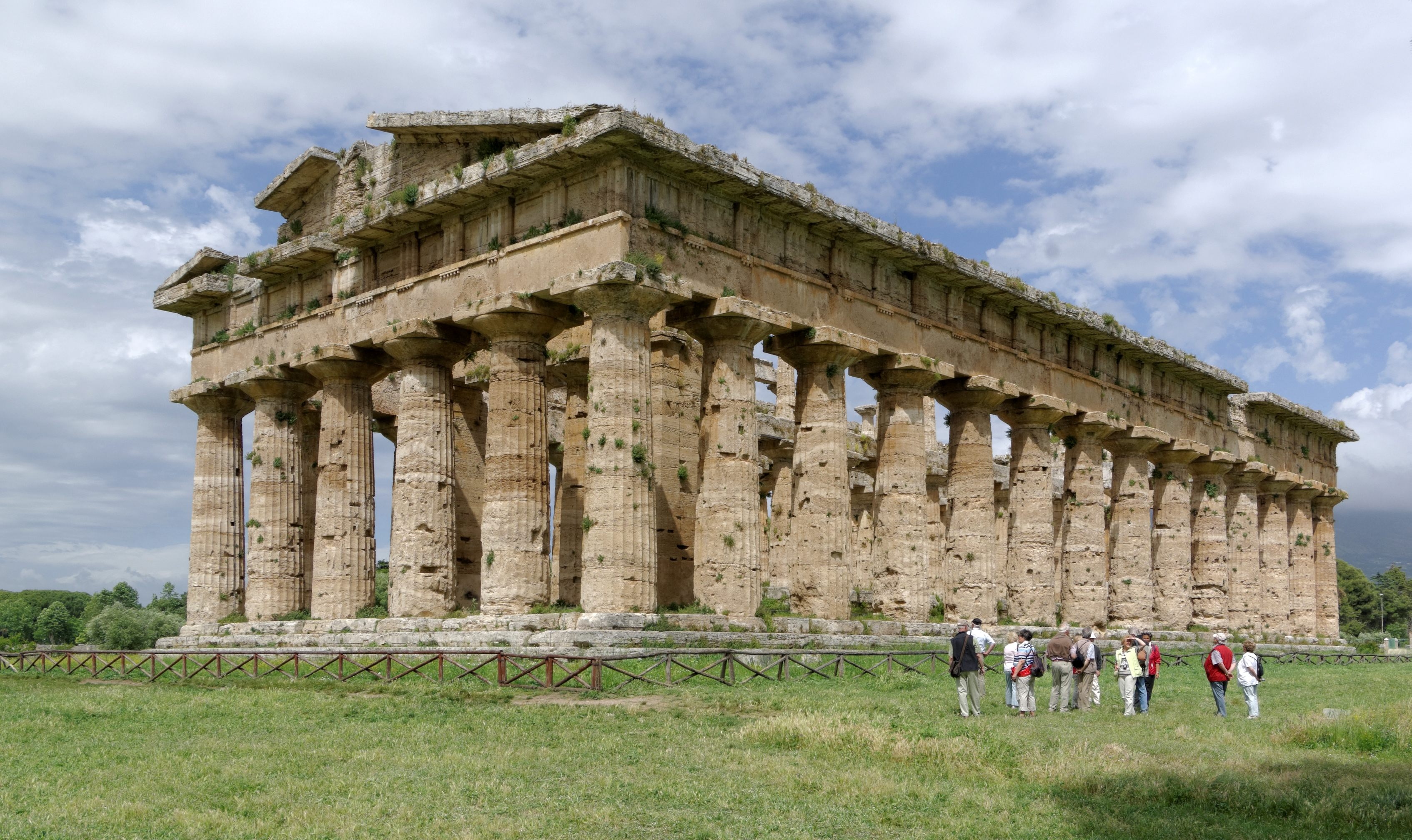
Il Tempio di Nettuno

Dal 560 a.C. al 440 a.C. si assiste al periodo di massimo splendore e ricchezza di Poseidonia. Tale apice fu dovuto a diversi fattori, alcuni dei quali si possono ravvisare, ad esempio, nella diminuzione dell'influenza etrusca sulla riva destra del Sele nella prima metà del VI secolo a.C. Con l'allentarsi della presenza etrusca si dovette infatti creare un vuoto di potere ed economico nella zona a nord del Sele da cui Poseidonia trasse vantaggio.
Un'altra probabile fonte di benessere e ricchezza fu la distruzione di Sibari stessa nel 510 a.C. ad opera di Crotone, a seguito della quale si sospetta che buona parte dei Sibariti, fuggiti dalla città distrutta, dovettero trovare rifugio nella loro sub-colonia, portandovi le proprie ricchezze.
In una data collocabile tra il 420 a.C. e 410 a.C., i Lucani presero il sopravvento nella città, mutandone il nome in Paistom. A parte sporadici riferimenti nelle fonti, non si conoscono i particolari bellici della conquista lucana, probabilmente perché non dovette trattarsi di una conquista repentina. È un processo che è possibile riscontrare in altre località (ad esempio nella non distante Neapolis), dove vi fu una lenta, graduale, ma costante infiltrazione dell'elemento italico, dapprima richiamato dagli stessi Greci per i lavori più umili e servili, per poi divenir parte della compagine sociale mediante il commercio e la partecipazione alla vita cittadina, fino a prevalere e a sostituirsi nel potere politico della città.
Nel 273 a.C. Roma sottrasse Paistom alla confederazione lucana, vi insediò una colonia di diritto latino e cambiò il nome della città in Paestum. Sotto il dominio romano vennero realizzate importanti opere pubbliche, che mutano il volto dell'antica polis greca: il foro andò a sostituire l'enorme spazio dell'agorà e ridusse l'area del santuario meridionale; il cosiddetto "Tempio della Pace", probabilmente il Capitolium; il santuario della Fortuna Virile; l'anfiteatro. Anche l'edilizia privata rispecchia il benessere di cui Paestum dovette godere in tale periodo, benché fossero state realizzate due importanti arterie di comunicazione interne, la via Appia e la Via Popilia, che di fatto tagliavano la città fuori dalle grandi rotte commerciali: la prima collegando Roma direttamente all'Adriatico e di qui all'Oriente, la seconda attraversando la Magna Grecia lungo un percorso lontano dalla costa.
Il successivo impaludamento della città causato dal fiume Salso (identificato con Capodifiume) fece sì che essa si contraesse progressivamente, ritirandosi man mano verso il punto più alto, intorno al Tempio di Cerere, dove è attestato l'ultimo nucleo abitativo. Tagliata fuori dalle direttrici commerciali, insabbiatosi il suo porto, la vita dell'antica polis dovette ridursi a pura sussistenza.
Sebbene fosse divenuta sede vescovile almeno a partire dal V secolo d.C., nell'VIII secolo o IX secolo d.C. Paestum venne definitivamente abbandonata dagli abitanti che si rifugiarono sui monti vicini: il nuovo insediamento prese nome dalle sorgenti del Salso, Caput Aquae appunto, dal quale probabilmente deriva il toponimo Capaccio.
Nell'XI secolo Ruggero il Normanno avviò un'operazione di spoliazione dei materiali dei templi di Paestum, mentre Roberto il Guiscardo depredò gli edifici abbandonati della città per ricavarne marmi e sculture da impiegare nella costruzione del Duomo di Salerno.

### Riscoperta e scavi
Con l'abbandono di Paestum, dell'antica città rimase solo un vago ricordo. In epoca rinascimentale diversi scrittori e poeti citarono Paestum, pur ignorandone l'esatta ubicazione, ponendola ad Agropoli o addirittura a Policastro. Soltanto agli inizi del Settecento si riscontrano accenni eruditi, in opere descrittive del Regno di Napoli, a tre "teatri" o "anfiteatri" posti a poca distanza dal fiume Sele. Intorno alla metà del XVIII secolo, Carlo di Borbone fece costruire l'attuale SS18, che attraversando la città in senso N-S, tranciò l'anfiteatro in due parti, sancendo però la definitiva riscoperta della città antica. Vennero realizzati e pubblicati i primi rilievi, incisioni e stampe che ritraevano i templi ed i luoghi, cui si aggiunsero disegni e schizzi degli ammirati visitatori che andavano via via aumentando. Divenne ben presto una tappa obbligata del Grand Tour.
A tale diffuso interesse non seguirono però campagne di ricerche e di scavi, a causa del banco di calcare formatosi nel corso dei millenni per precipitazione dalle acque del Salso: coprendo ogni cosa, aveva convinto gli studiosi e gli archeologi che della città antica, oltre ai templi, non si fosse conservato nulla. Fu solamente agli inizi del Novecento che furono intrapresi i primi scavi. Tra le campagne più importanti troviamo quella del 1907-1914 e quella del 1925-1938.

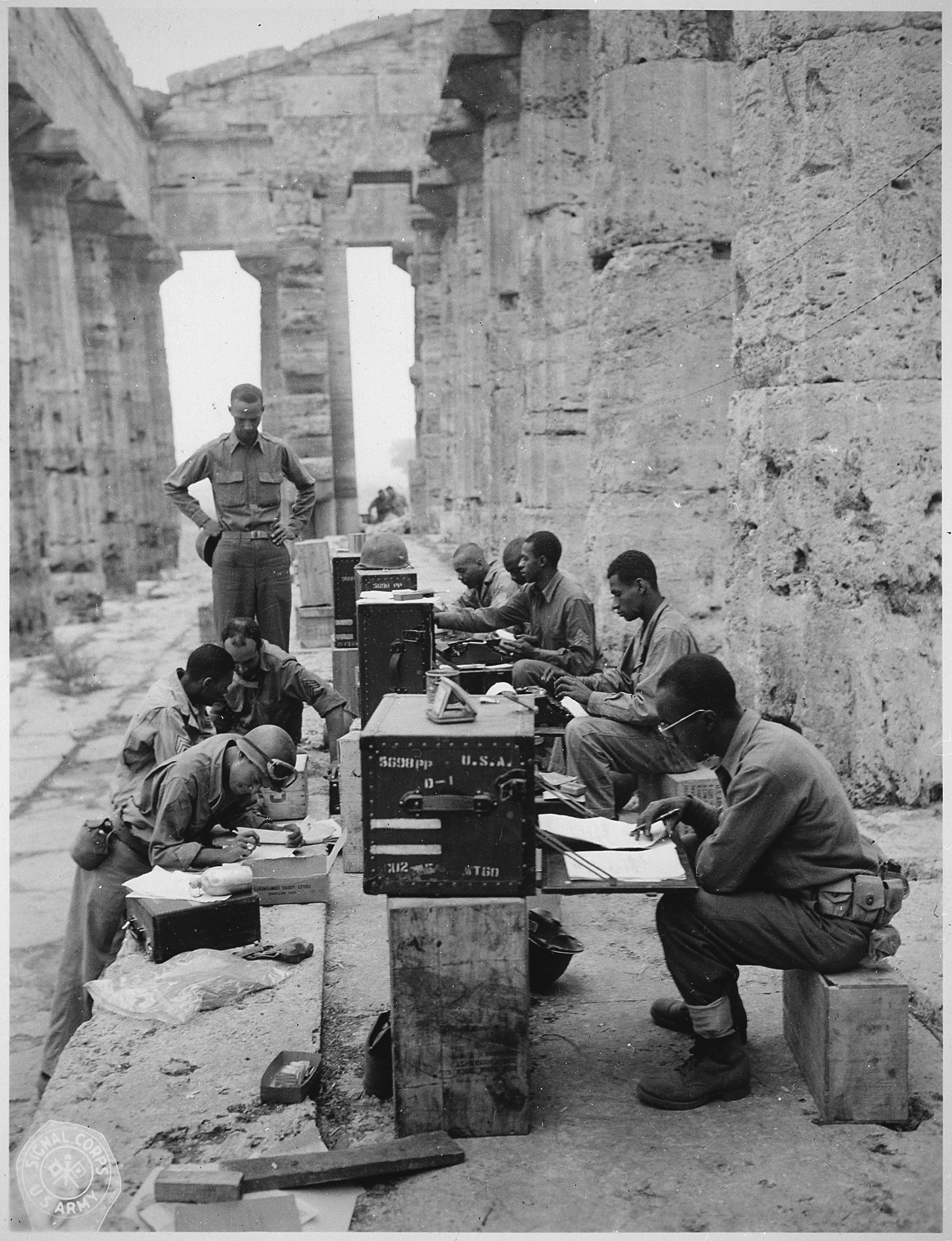
22 settembre 1943 - Una compagnia dell'esercito statunitense ha installato l'ufficio di ricetrasmissione nel Tempio di Nettuno

Il 9 settembre 1943 Paestum fu interessata, insieme alla località Laura, dalle attività marine delle forze alleate, a seguito dello sbarco a Salerno. Dopo la II Guerra Mondiale gli scavi sistematici della città ebbero forte impulso: negli anni Cinquanta si approfondirono le indagini delle aree intorno ai templi e, tra la fine degli anni Sessanta e l'inizio degli anni Settanta, vennero scavate sistematicamente le numerose e ricchissime necropoli di Paestum, permettendo il recupero non solo di opere di notevole importanza, come la Tomba del Tuffatore.
A partire dal 1988, grazie a finanziamenti erogati nell'ambito del progetto F.I.O. (Fondi per l'Investimento e l'Occupazione) e ai successivi fondi resi disponibili dal Ministero per i Beni e le Attività Culturali sui proventi del gioco del Lotto, a quelli stanziati dal Piano Pluriennale per l’Archeologia (2000-2002) e, infine, alle risorse comunitarie del Programma Operativo Regionale (P.O.R. Campania 2000-2006), la Soprintendenza ha potuto attivare un piano organico di interventi di scavo, restauro e messa in valore dei monumenti della città antica 

## Luoghi d'interesse

### Il santuario di Hera alla foce del Sele
Il santuario posto in prossimità della foce del Sele è un antichissimo luogo di culto extramurario dedicato alla dea Hera, che la tradizione mitica vuole fondato dagli Argonauti. Aveva molto probabilmente funzioni emporiche.

### Necropoli
Numerose necropoli costellano l'area esterna alle mura. Una delle più grandi, a circa un chilometro dal sito archeologico, è la necropoli del Gaudo. Estesa per circa 2000 m², presenta una serie di caratteristiche proprie tale da essere attribuita ad una facies culturale a sé stante, definita appunto cultura del Gaudo. La necropoli fu scoperta casualmente nel corso dello sbarco a Salerno dell'US Army, durante i lavori per la realizzazione di una pista di atterraggio.

### Museo
Il museo raccoglie un'importante collezione di reperti rinvenuti nelle aree che circoscrivono Paestum, in primo luogo i corredi funebri provenienti dalle necropoli greche e lucane. Innumerevoli sono i vasi, le armi e le lastre tombali affrescate.
Le più celebri provengono dalla cosiddetta Tomba del Tuffatore (480-470 a.C.), esempio unico di pittura greca di età classica e della Magna Grecia, con una raffigurazione simbolica interpretata come la transizione dalla vita al regno dei morti.
Notevole, per importanza, risulta anche la serie di tombe affrescate, risalenti al periodo lucano della città.
Nel museo sono inoltre esposti i cicli metopali provenienti dall'Heraion del Sele.

### Il litorale

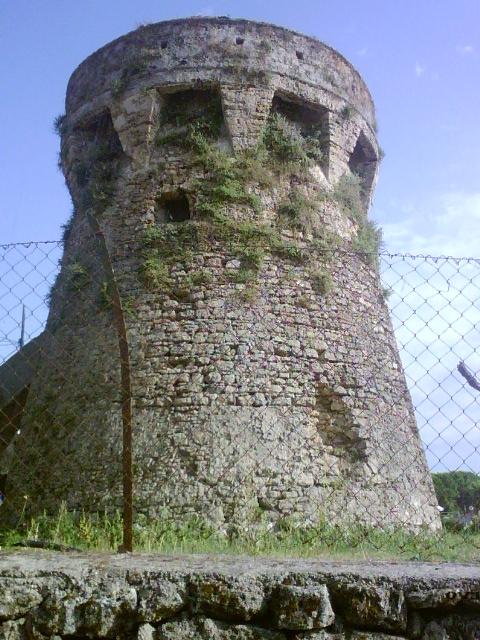
Torre di Paestum, ad un chilometro dagli scavi, una delle tante per il controllo del litorale tirrenico

Paestum è anche località balneare, dotata di una spiaggia sabbiosa lunga 12 chilometri e costeggiata da una pineta affacciata sul mar Tirreno.

## Trasporti
La località è servita dalla omonima stazione ferroviaria presente sulla linea Battipaglia-Reggio di Calabria.
Può inoltre essere raggiunta uscendo dalla SS18, che collega Agropoli e Battipaglia.
L'aereoporto più vicino è quello di Salerno-Pontecagnano (QSR), situato a 30 km.